# 聖若瑟主教座堂 (汕頭)
23°21′31″N 116°40′31″E / 23.35861°N 116.67528°E

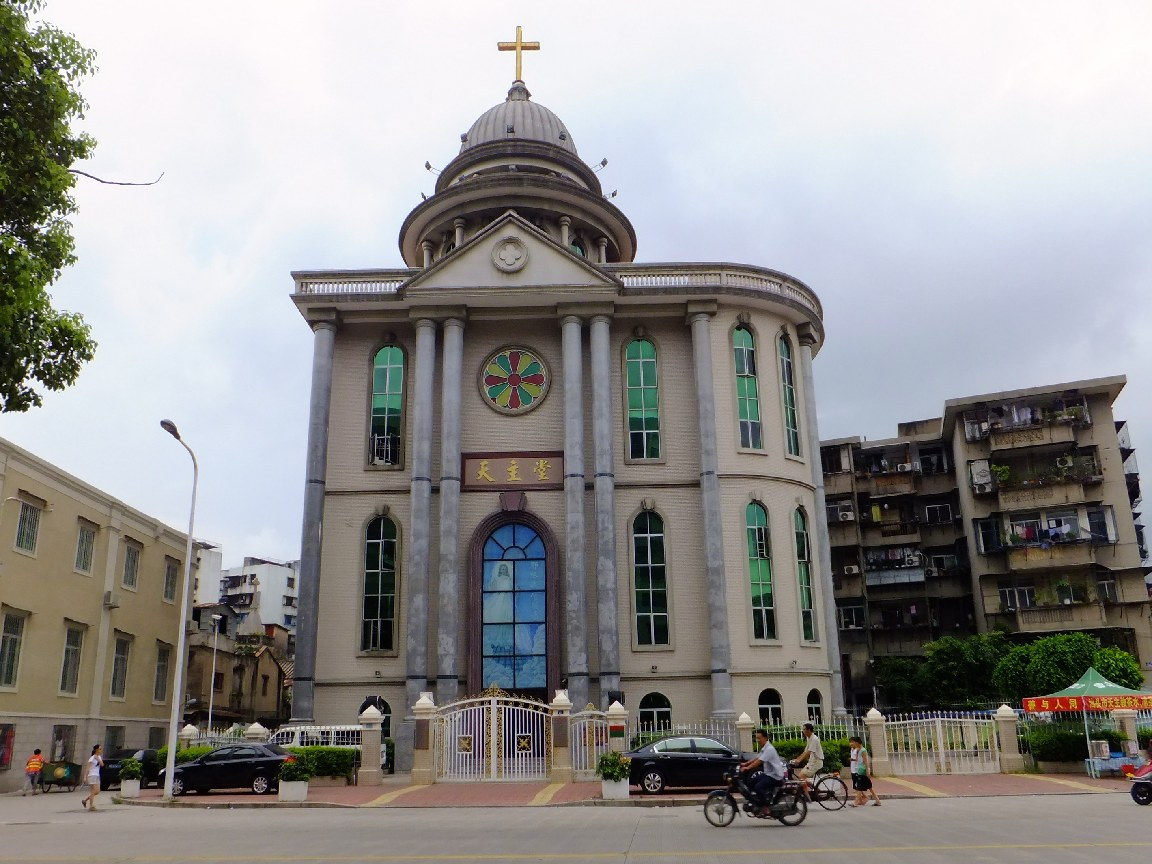
位於外马路的聖若瑟主教座堂

聖若瑟主教座堂（英文：St. Joseph's Cathedral）是天主教汕头教区主教座堂，位于广东汕头市外马路133号。

## 歷史
1870年，天主教由法国巴黎外方传教会传入汕头市区。清光绪三十四年（1908年）由法籍都必师神父主持建筑施工，400多平方米的天主堂——若瑟堂建成。主教座堂为贝灰沙结构，单层，附有部分唱经楼。1966年后文革动乱时期，主教座堂停止宗教活动，且被工厂挤占使用，由于工厂的使用和文革期间的损坏，于1984年原地修缮重建。

## 結構
现有建筑是1999年12月12日重新建的。主教座堂占地面积800多平方米，总建筑面积约4000平方米。其首层是停车场，第二层是礼堂，第三层是主祭圣堂，四、五层为近似“U”字形圣堂，六、七层是罗马式圆顶作钟楼，总高度近38米，堂内设有2000多个座椅。